# Stabilgrus
Stabilgrus eller mere korrekt: stabilt grus er en grustype, som bruges som bærelag for f.eks. asfalt- eller flisebelægning. Til denne brug er det vigtigt at gruset ikke "sætter sig". Derfor benyttes grus, der lader sig komprimere optimalt forud for udlægning af dæklaget, dvs. at man stræber efter den højest mulige proctorværdi.
Stabilgrus er som regel et grusgravsmateriale med kornstørrelse fra 0 til 32 mm. (Udtales nul-toogtredive, skrives 0/32) Visse steder kaldes det 32-stabil. Stabilt grus skal overholde normerne i Dansk Standard, DS/EN 13285 Vejmaterialer – ubundne blandinger – specifikationer, 2003.
Som yderligere kvalitetssikring stilles der krav om, at materialet har en tilpas høj E-værdi, f.eks. på 300 MPa.
Som alternativ benyttes en del steder genbrugsstabil, der er lavet af knust beton og asfalt, men det kræves under alle omstændigheder, at materialets e-værdi er velbeskrevet og høj, f.eks. på 250 MPa.
Stabilgrus anvendes kun sjældent i lagtykkelser på mere end 200–220 mm da større lagtykkelser principielt skal udlægges i 2 lag.

## Eksternt link
- DS/EN 13285 Vejmaterialer – ubundne blandinger – specifikationer, 2003 Arkiveret 20. oktober 2006 hos  Wayback Machine